# サルマ郡
サルマ郡（スペイン語: Cantón Zaruma）は、エクアドルのエル・オロ県にある郡（カントン）。郡都はサルマ。人口は2万3407人（2001年国勢調査）。

## 人口統計
2010年の国勢調査によると、郡内の民族構成は下記の通りである。
- メスティーソ - 83.6%
- 白人 - 7.4%
- モントゥビオ（アフリカ系と先住民族の混血） - 6.6%
- アフリカ系 - 2.1%
- 先住民族 - 0.2%
- その他 - 0.2%